# Domingue
Domingue est un personnage fictif de Paul et Virginie, roman de l'homme de lettres français Jacques-Henri Bernardin de Saint-Pierre paru en 1788. 
Esclave noir wolof de l'Île de France, il est un constant soutien de Paul et Virginie, les héros et protagonistes de l'histoire. Il a été incarné, entre autres, par Bachir Touré dans le feuilleton télévisé Paul et Virginie et par J. Michalon dans la comédie musicale Paul et Virginie.